# Sticherus tepuiensis
Sticherus tepuiensis là một loài dương xỉ trong họ Gleicheniaceae. Loài này được A.R. Sm. mô tả khoa học đầu tiên năm 1990.